# Кучеренко, Валерий Витальевич
Вале́рий Вита́льевич Кучере́нко (укр. Валерій Віталійович Кучеренко; 1994, Киев) — украинский военнослужащий, младший сержант, участник российско-украинской войны. Герой Украины (2023).

## Биография
Родился в 1994 году в Киеве. Служил в составе 68-й отдельной егерской бригады Вооружённых сил Украины.
В октябре 2023 года во время российского вторжения в Украину возглавил штурмовую группу для захвата вражеской позиции в Луганской области. В бою в результате взрыва гранаты получил тяжёлые осколочные ранения и был эвакуирован с поля боя. Вследствие, потерял руки.

## Награды
- Звание «Герой Украины» с вручением ордена «Золотая Звезда» (5 декабря 2023) — за личное мужество и героизм, проявленные в защите государственного суверенитета и территориальной целостности Украины, верность военной присяге[1].